# 婆羅洲海灣無鰭鰩
婆羅洲海灣無鰭鰩（学名：Sinobatis borneensis），又名加里曼丹无刺鳐'、婆羅洲裸鯆、魴仔，为軟骨魚綱鰩目无刺鳐科中华无刺鳐属的鱼类。分布於西太平洋琉球海溝、台灣、菲律賓及婆羅洲海域，深度800至1100公尺，本魚體盤呈心型，吻部相當尖且長，腹鰭前瓣與後瓣分開，前瓣細長像腿，尾巴細長如鞭狀，體背部深褐色，體長可達39.9公分，為深海底棲性魚類，屬肉食性，生活習性不明。该物种的模式产地在婆罗州（Borneo）。其种加词“borneensis”意为“婆罗洲的”。